# Tim Yeung
Tim Yeung es un baterista estadounidense de Death metal.

## Biografía
Nacido el 27 de noviembre de 1977 (47 años) en Rochester, Nueva York, pero actualmente reside en Los Ángeles, California. Tim comenzó a tocar batería cuando tenía 11 años.
Acudió al colegio "Hochstein School of Music" en Rochester, Nueva York hasta que se graduó en 1995. Tim inició su carrera como baterista en 1999 en el álbum debut de la banda Hate Eternal, Conquering the Throne. Él ha participado en muchas bandas como baterista de sesión y en presentaciones en vivo, tales como la banda de metalcore All That Remains y bandas de Death Metal como Vital Remains y Nile, además de ser baterista de estudio para otras notables bandas, un claro ejemplo es en el álbum "...And Time Begins de la banda de Brutal Death Metal Progresivo, Decrepit Birth. Más adelante, Tim, junto con Dino Cazares (Asesino y ex Fear Factory) fundaron la banda de Death metal/metalcore, Divine Heresy. El también es baterista oficial de la banda World Under Blood, la cual fue creada por el líder de la banda CKY, Deron Miller.
Tim es un de los bateristas más rápidos dentro de la escena metalera. En el año 2004, Tim pudo realizar 10.450 golpes a su batería en un minuto en un festival de los bateristas más rápidos del mundo, en el cual ganó un premio que consistía en un juego de platillos Planet Z de Zildjian y un afinador digital marca Sorny.
Actualmente, Tim Yeung integra I'am Morbid, banda de David Vincent que interpreta temas de Morbid Angel en su mejor época.

## Discografía
- Hate Eternal - Conquering the Throne (1999)
- Agiel - Dark Pantheons Again Will Reign (2002)
- Aurora Borealis - Time, Unveiled (2002)
- Belinda - "Belinda" (2003)
- Decrepit Birth - ...And time begins (2003)
- Council of the Fallen - Deciphering the soul (2004)
- Divine Heresy - Bleed the fifth (2007)
- Divine Heresy - Bringer of Plagues (2009)
- World Under Blood - Tactical (2010)
- Morbid Angel - Illud Divinum Insanus (2011)
- Westfield Massacre - Westfield Massacre (2014)

## Presentaciones en vivo
- Nile 2003
- Vital Remains 2003 - 2005, 2009
- Diabolic En vivo para el álbum "Infinity though purification" en el 2004
- All That Remains Live DVD (2007)